# Jönssonligan spelar högt
Jönssonligan spelar högt är en svensk film från 2000 regisserad av Thomas Ryberger, är den åttonde och sista delen med delar av den "klassiska" Jönssonligan-ensemblen.

## Handling
Vanheden och Dynamit-Harry försöker leva hederligt med den egna firman Alltjänst. De kontaktas av Sickans mormor som har en plan färdig att utföra tillsammans med Sickans bror Sven-Ingvar. Som vanligt är även Jönssonligans ärkefiende Wall-Enberg inblandad. Han tänker lura till sig EU:s kulturbidrag till Kungliga Operan och ska se till så att bidraget på 60 miljarder lire blir 60 miljarder kronor.

## Rollista
- Johan Ulveson – Sven-Ingvar "Sivan" Jönsson
- Ulf Brunnberg – Ragnar Vanheden
- Björn Gustafson – Harry "Dynamit-Harry" Kruth
- Birgitta Andersson – Doris
- Margreth Weivers – mormor Jönsson
- Per Grundén – direktör Wall-Enberg
- Helge Skoog – operachef Waldemar Gustafsson
- Johan Rabaeus – Signore
- Ola Forssmed – Roberto, Signores son
- Dan Ekborg – tenoren Bajron
- Weiron Holmberg – Biffen
- Henrietta Indahl – sopranen
- Björn Hallman – dirigent
- Rolf Skoglund – inspicient Gregor
- Bert Gradin – polis
- Marcus Öhrn – festdeltagare på Operan
- Niklas Falk – hovmästare
- Mikael Ryberger – nattvakt
- Toni Wilkens – expedit i musikaffär
- Sussie Eriksson – expedit i blomsteraffären
- Jonas Uddenmyr – Pliten
- Hans Wiklund – programledare
- Ulf Larsson – Ulf Larsson
- Lars-Åke Wilhelmsson – "Babsan"
- Anders Post – kommissarien
- Eva Fritjofson – receptionisten
- Iman Momtaheni – Federico
- Dimitris Sinodinos – livvakten
- Anita Rytting – sufflös
- Sören Dahlgren – scenarbetare
- Katarina Andersson – sopranen hos Signore
- Anders Wadenberg – pianisten hos Signore
- Katarina Nilsson – sopran på La Scala/Rhendotter
- Martina Dike – Rhendotter
- Eva Pilat – Rhendotter

## Mottagande
Filmen fick ett betyg på 2/5 av Aftonbladet, som såg den som den dittills sämsta delen av serien.

## Övrigt
Den bil som ligan åker omkring i är en Chevrolet 1869 Impala från 1964, det är samma bil som använts i alla filmerna förutom i Jönssonligan på Mallorca.
Dan Ekborg, som spelar rollen som operasångaren Bajron, medverkade i tidigare Jönssonligan-filmer, då i rollen som poliskommissarie Gren.